# Konrad Lechner

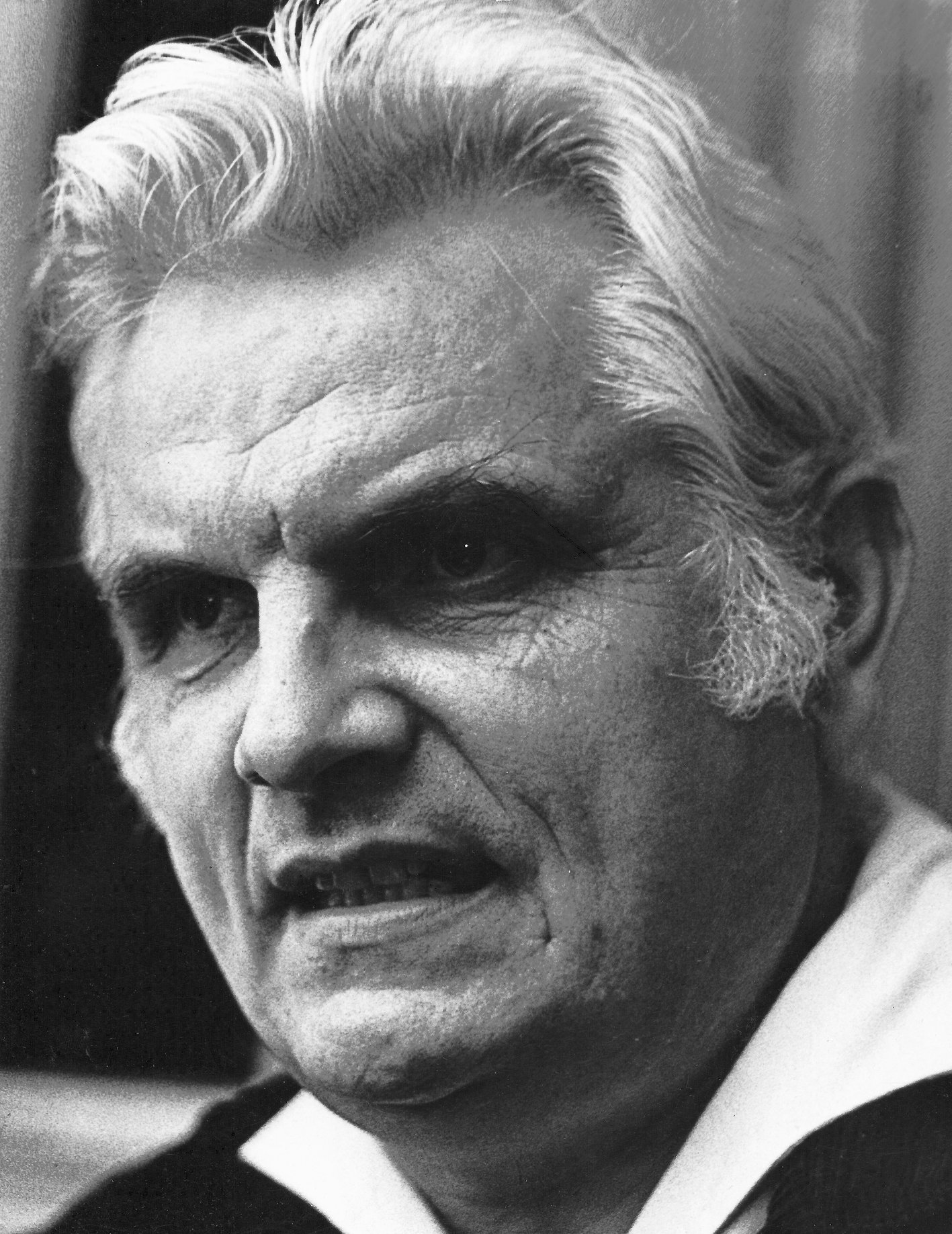
Konrad Lechner

Konrad Lechner (* 24. Februar 1911 in Nürnberg; † 14. Dezember 1989 in Kirchzarten) war ein deutscher Komponist, Dirigent, Cellist, Gambist und Blockflötist.

## Leben
Konrad Lechner erlernte während seiner Kindheit und Schulzeit weitgehend autodidaktisch Violine und Violoncello. Nach dem Verlassen des altsprachlichen Gymnasiums mit der mittleren Reife verdiente er seinen Lebensunterhalt als Stehgeiger, zunächst in Mannheim (ab 1928), später in München. 1930 begann er in München mit Studien (Violoncello und Gambe) bei Joseph Disclez, Rudolf Metzmacher und Hugo Becker, Komposition in München bei Carl Orff, in Salzburg bei Johann Nepomuk David, in Heidelberg bei Wolfgang Fortner. Eine Tätigkeit als Cellist am Bayrischen Staatstheater München unter Hans Knappertsbusch (1934/35) beendete er ebenso schnell wie die Mitwirkung im Klavierquintett und Kammerorchester Edwin Fischer (1935/36), um während der Jahre bis zum Beginn des Zweiten Weltkriegs 1939 als Mitglied des Münchner Fideltrios (mit Violoncello, Gambe, Fidel und Blockflöte) im In- und Ausland zu konzertieren. Daneben gab er Kurse für Gambenspiel an der von Carl Orff geleiteten Günther-Schule in München. Von 1937 bis 1939 war er zudem Chorleiter am Trappschen Konservatorium in München.
Mit Ausbruch des Krieges erhielt er die Gelegenheit, den Militärdienst als Oboist zu absolvieren. Bereits 1940 wurde er jedoch aus gesundheitlichen Gründen aus der Wehrmacht entlassen.
Neben der Leitung des Münchner Bachvereins, die er schon 1939 übernommen hatte, arbeitete er nun am Salzburger Mozarteum als Leiter des Collegium musicum, des Salzburger Madrigalchors, schließlich auch des Hochschulorchesters und -chores sowie als Lehrer für Gambe. Parallel dazu bildete er sich bei Clemens Krauss als Dirigent weiter. 1946 bis 1948 leitete er die Bamberger Symphoniker.
1948 begann er als Professor an der Staatlichen Musikhochschule Freiburg in den Fächern Orchesterdirigieren, Chorleitung, Kontrapunkt, Gambe; außerdem leitete er Hochschulchor und -orchester. Diese Tätigkeit beendete er 1953, um als Direktor an die Akademie für Tonkunst Darmstadt zu gehen. Dort unterrichtete er gleichzeitig in den Fächern Komposition, Dirigieren, Cello und Gambe. Diese Funktionen hatte er bis 1958 inne. Von 1958 bis 1970 unterrichtete er am gleichen Institut Komposition und Cello und hielt Vorlesungen über Musik von der Gotik bis zur neuesten Musik. Parallel dazu erhielt Lechner von 1962 bis 1965 einen Lehrauftrag für Komposition und Tonsatz an der Hochschule für Erziehung an der Johann-Wolfgang-Goethe-Universität Frankfurt am Main.
Lechner war von 1969 bis 1974 Professor an der Staatlichen Hochschule für Musik Freiburg in den Fächern Kontrapunkt, Tonsatz, Partiturspiel und Gambe, außerdem hielt er Vorlesungen über gotische Musik und J. S. Bach. Von 1974 bis zu seinem Tode war Lechner freiberuflich als Komponist tätig.

## Bedeutung
Konrad Lechner war ein kompromissloser Denker, vielseitiger Musiker, großer Anreger und leidenschaftlicher Lehrer. Sein kompositorisches Œuvre ist nicht sehr groß, aber reich an Facetten und formaler Stringenz, insbesondere auf den Gebieten der Kirchen- und der Kammermusik. Erheblichen Einfluss hatte sein Werk auf das Komponieren moderner Werke unter Einbezug von Elementen der Alten Musik. Durch seine historische Stellung als einer der ersten professionellen Blockflötisten und Fidelspieler im 20. Jahrhundert, auch durch seine für Blockflöte bestimmten Kompositionen und seine Fidelschule hatte er große Bedeutung für die Geschichte von Fidel und Blockflöte im 20. Jahrhundert und die Entwicklung der historisch informierten Aufführungspraxis. Namhafte Komponisten sind durch seine Schule gegangen, viele von ihnen wurden an prominenter Stelle im In- und Ausland tätig.

## Werke (Auswahl)
- 1938: Flötenmusik in a für c´´- Blockflöte und Klavier. Bärenreiter-Ausgabe 1339
- 1938: Es taget vor dem Walde und andere Weisen für Singstimme, Blockflöten oder andere Instrumente (auch Hausorgel oder Cembalo), revidiert 1960. Bärenreiter-Verlag, Kassel, Nr. BA 1256
- 1939: Gambenmusik für Diskant-, Alt- und Bass-Viola da gamba. (Manuskript)

- 1951: Requiem für Alt und sieben Instrumente: 2 Oboen, Engl. Horn, Cembalo (Orgel), Viola, Violoncello und Kontrabass. Edition Peters, Frankfurt, Nr. 5858
- 1951: Streichtrio für Violine, Viola, Violoncello, revidiert 1961 (Leihmaterial, Moeseler-Verlag, Wolfenbüttel)

- 1956: Lass alles, was du hast – Motette nach Angelus Silesius für vierstimmigen Chor und Streicher. Carus-Verlag (vormals Hänssler), Stuttgart

- 1958: Geistliches Konzert für Tenor, gemischten Chor, Violoncello und Orgel. Edition Peters, Frankfurt, CL 5879

- 1958–1967: Die Kunst des Fidelspiels – auch für Diskantgambe geeignet. Heft I: Spieltechnik und Spielmusik / Heft II: Anleitung zur Improvisation. Moeseler-Verlag, Wolfenbüttel.

- 1959/60: Alte Volkslieder in Sätzen für drei bis fünf gleiche Stimmen, auch mit Instrumenten: Heft I: Es sungen drei Engel … (Edition Peters, Frankfurt, Nr. 4897a) / Heft II: Tanz mir nicht mit meiner Jungfer Käten … (Edition Peters, Frankfurt, Nr. 4897b)

- 1960: Kleine Tanz- und Spielstücke für eine Blockflöte in c″ oder ein anderes Melodieinstrument. Bärenreiter-Verlag, Kassel, Nr. BA 1104
- 1960: Volkslied-Improvisationen für eine Blockflöte in c″ oder ein anderes Melodieinstrument. Bärenreiter-Verlag, Kassel, Nr. BA 1257
- 1960: Lamento per la partenza dell‘amante reiato nach einem Text von Rinaldo d‘Aquino, 13. Jahrhundert für 6-stimmigen gemischten Chor a cappella (Manuskript)

- 1961: Lose Blätter Nr. 177: Sätze für drei gleiche Stimmen Weiß mir ein Blümlein blaue…, Ei du feiner Reiter, Im Märzen der Bauer, Der Maien ist kommen, Moseler-Verlag, Wolfenbüttel
- 1961: Lose Blätter Nr. 365: Jakob Obrecht: Alleluja (Fuga à 4) für vier Stimmen, Moseler-Verlag, Wolfenbüttel

- 1962/65: Drei Orgelstücke (12’15), Edition Gamma, Bad Schwalbach, EGA 510 (ursprünglich: Breitkopf & Härtel, Wiesbaden)
- 1962/65: Kontraste für Streicher, Cembalo und Schlagzeug (12‘), Edition Gamma, Bad Schwalbach, EGA 493 (ursprünglich Breitkopf & Härtel, Wiesbaden)

- 1965: Cantica I für Mezzosopran und Kammerensemble, Edition Gamma, Bad Schwalbach, EGA 550 (ursprünglich: Breitkopf & Härtel, Wiesbaden)
- 1965: Drei Duos für 2 Altflöten. Carus-Verlag, Stuttgart Nr. 11116

- 1966: Metamorphosen für Blockflöte und Klavier. Carus-Verlag, Stuttgart, Nr. 11117
- 1966: Psalmenkantate für Tenor solo, gemischten Chor, 2 Klaviere und Schlagzeug. Edition Gamma, Bad Schwalbach

- 1968: Drei Gedichte von H. M. Enzensberger für eine Stimme und Flöte, revidiert 1978. Mannheimer Musikverlag (Ricordi), ursprünglich: Moeck-Verlag, Celle, Nr. 5219

- 1970/76: Sechs Fresken für Violoncello solo. Edition Gamma, Bad Schwalbach, EGA 1281 (ursprünglich: Breitkopf & Härtel, Wiesbaden)

- 1971: Cantica II für Sopran, Flöte, Violoncello (Schlagzeug) und Tonband (oder Cembalo). Edition Gamma, Bad Schwalbach, EGA 942 (ursprünglich: Breitkopf & Härtel, Wiesbaden)
- 1971: Drei kleine Stücke für Violoncello solo im Sammelband „Studien zum Spielen neuer Musik“. Breitkopf & Härtel, Wiesbaden, EB 8334

- 1972: Drei Stücke für Querflöte solo im Sammelband „Studien zum Spielen neuer Musik“. Breitkopf & Härtel, Wiesbaden, BG 843

- 1973: Topoi für Klavier – im Sammelband „Neue deutsche Klaviermusik“, Heft 1. Edition Gamma, Bad Schwalbach, EGA 215

- 1975: Ludus juvenalis I – 2 Canzonen für eine Altblockflöte und B.c./Klavier. Moeck-Verlag, Celle, Nr. 2506
- 1975: Psalm „in die paschae“ für hohe Stimme solo. Edition Gamma, Bad Schwalbach, EGA 1235 (ursprünglich.: Breitkopf & Härtel, Wiesbaden)
- 1975: Traum und Tag – Zwölf Impressionen für Sopranblockflöte allein. Moeck-Verlag, Celle, Nr. 436

- 1975/76: Perspektiven für Querflöte und Klavier. Edition Gamma, Bad Schwalbach, EGA 1280 (ursprünglich.: Breitkopf & Härtel, Wiesbaden)

- 1976: Hiob – Mikro-Phonie für Kammerensemble. Mannheimer Musikverlag (Ricordi); ursprünglich: Moeck-Verlag, Celle, Nr. 5178
- 1976: Spuren im Sand für eine Blockflöte in c″. Moeck-Verlag, Celle, Nr. 1526
- 1976: Varianti für Tenorblockflöte solo. Moeck-Verlag, Celle, Nr. 2508

- 1977: Über den Sternen – Dreistimmige Liedsätze für Blockflöten (SAT) in unterschiedlichen Kombinationen. Moeck-Verlag, Celle, Nr. 460

- 1977/78: Strada senza ritorno – Version I: für Violoncello solo / Version II: für Violoncello, Schlagzeug und Tonband. Mannheimer Musikverlag (Ricordi); ursprünglich: Moeck-Verlag, Celle, Nr. 5199 und 5199a

- 1978: In dulci jubilo – elf Weihnachtslieder = SAT. Moeck-Verlag, Celle, Nr. 475
- 1978: Septuplum – sieben biblische Sequenzen für Querflöte solo (auch Alt-Flöte in G). Universal-Edition, Wien, Nr. 16943

- 1979: Canticum sacrum für 16 Solostimmen (Chor), Flöte, Violoncello, Cembalo, Orgel und Schlagzeug. Mannheimer Musikverlag (Ricordi); ursprünglich: Moeck-Verlag, Celle, Nr. 5222
- 1979: Ziehende Wolken Tanzstücke für Blockflötenquartett in (zwei- und) dreistimmigen Sätzen. Moeck-Verlag, Celle, Nr. 496

- 1980: Lumen in tenebris für drei Blockflötenspieler und Schlagwerk. Moeck-Verlag, Celle, Nr. 2521

- 1981: Metanoia für Posaune und Orgel. Breitkopf & Härtel, Wiesbaden, EB 8270

- 1982: Facettes für großes Orchester. Edition Gamma, Bad Schwalbach

- 1983: Engramme für Blockflöte, Cembalo und Schlagzeug. Moeck-Verlag, Celle, Nr. 2516

- 1987: Vom anderen Stern – Zwanzig Epigramme für Sopranblockflöte solo. Moeck-Verlag, Celle, Nr. 2546

- 1988: Echo des Schweigens – Acht Miniaturen für Sopranblockflöte solo. Moeck-Verlag, Celle, Nr. 2558

### Posthume Veröffentlichungen
- 1941: Ei du feiner Reiter – Variationen für Blockflöten-Quartett (SATB), revidiert 1979. Edition Gravis, Nr. eg 708

- 1960: Vier Lieder für Bariton und Orchester nach Texten von H. M. Enzensberger – auch in einer Fassung für Bariton und Klavier. Edition Gravis, Nr. eg 810

## Schüler
Zu Lechners bekannten Schülern zählen unter anderem Klaus Hashagen, Gerhard Braun, Hans-Martin Linde, Hans Darmstadt, Werner Heider, Dieter Schnebel, Johann Georg Schaarschmidt, Hans Michael Beuerle und Mathias Spahlinger.

## Diskografie
- Konrad Lechner: „Traum und Tag“ – Musik für Blockflöte von 1935–1988